# Соната для фортепіано № 14 (Моцарт)
Соната для фортепіано № 14 В. А. Моцарта, KV 457, до мінор написана 1784 року. Складається з трьох частин:
1. Molto allegro
2. Adagio
3. Allegro assai

Соната триває близько 18 хвилин.[джерело?]